# ژاک ویویه
ژاک ویویه (فرانسوی: Jacques Vivier‎؛ (زادهٔ ۹ اکتبر ۱۹۳۰ – درگذشتهٔ ۲۸ سپتامبر ۲۰۲۱) دوچرخه‌سوار اهل فرانسه بود.